# Arianizmus

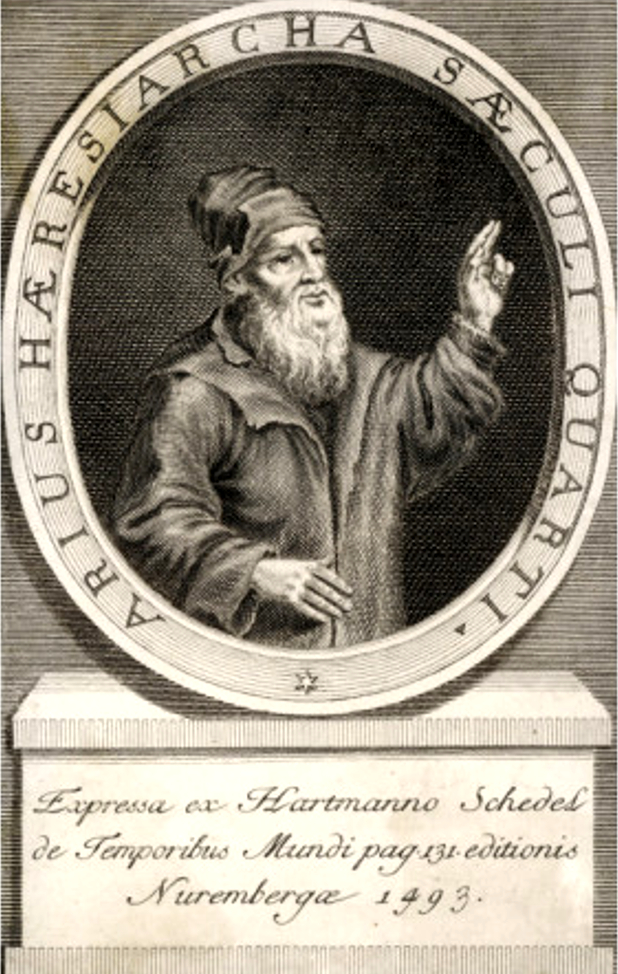
Arius püspök

Ariánus keresztelőkápolna mennyezeti mozaikja, körben az apostolok alakjaival, Ravenna, Olaszország

Az arianizmus egy krisztológiai doktrína. Arius püspök követőinek (ariánusok) mozgalma és a kereszténység egyik ága volt. Legfőbb tétele, hogy a Fiú-isten nem öröktől való, hanem az Atya-isten „teremtménye”. Nem egylényegű (homouszion), hanem hasonló lényegű (homoiuszion) az Atyával. Ezzel sok kortársa szerint Jézus isteni voltát s egyúttal a Szentháromság tanát tagadta. Az ortodox és katolikus egyházak eretnekségnek nyilvánították.
Az arianizmus tanait először az első nikaiai zsinat (325) ítélte el, de Arius és követői néhány módosítást eszközöltek tanaikon, és így az egyházi hatóságok csak az első konstantinápolyi zsinaton, 381-ben ítélték el szervezetileg. A Nyugatrómai Birodalom szétesése után több, pl. a gótok vagy longobárdok által alapított európai államban hivatalos államvallás lett.
A gótoknál a toledói gót királyságban a harmadik toledói zsinatig (589) maradt meg. A longobárdoknál 603-ban Adaloald a „hivatalos” katolikus hitre tért, de Itália északkeleti része továbbra is ariánus (és „pogány”) maradt. Az arianizmus Észak-Afrikában az iszlám hódítással tűnt el végleg, Európában pedig csak a frankok megtérésével (8. század) kezdett végérvényesen leáldozni a germánok körében is.
A lengyel testvérek nevű korai újkori vallási szektát szintén szokás (lengyel) ariánusoknak nevezni, jóllehet az ókori arianizmussal közvetlen kapcsolatban nem álltak. Vallástörténetileg az unitarizmust szintén szokás ezzel a kategóriával összefüggésbe hozni. Napjainkban a Jehova tanúi és a mormonok helyezkednek az ariánusokhoz hasonló álláspontra Krisztus természetével kapcsolatban.

## Története

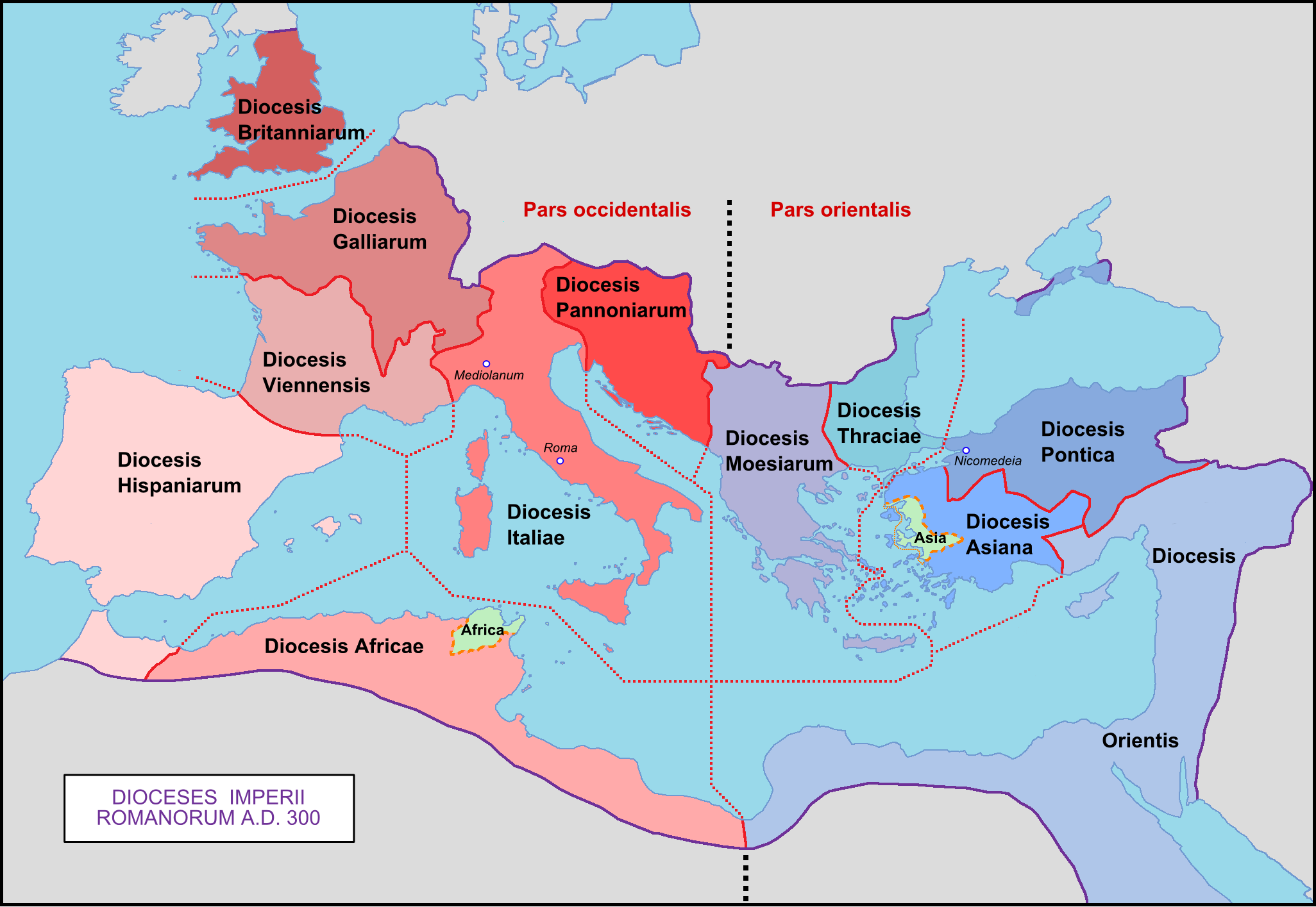
A Római Birodalom részei 300-ban

Arius a kereszténység ókori történetének jelentős alakja, az észak-afrikai Líbiában született 256–286 között, és 336-ig élt. Nagy szorgalommal szép ismeretekre tett szert, különösen fegyelmezett észjárása és ékesszólása által tűnt ki. Kortársai igen komoly és szigorú jelleműnek mondják, mások szerint viszont nagy lágysággal írt művei az ellenkezőjéről tanúskodnak. Abból ami írásaiból fennmaradt, nehéz megállapítani a személyére vonatkozó dolgokat. Annyi valószínűsíthető, hogy kellemes és vonzó ember lehetett, mivel sok száz női híve világszerte a végsőkig – és még az után is – szívvel-lélekkel ragaszkodott hozzá. Péter alexandriai püspök már ifjú korában felvette őt az egyházi személyzet sorába, de mert nemsokára Meletiushoz pártolt, az egyház közösségéből kizárta. Idővel ugyan ismét visszafogadta őt Péter az egyház kebelébe és alszerpappá szentelte, de ismét kiközösítette, mert megint Meletiust védte.
Csak Péter utódja, Achilles vette ismét vissza az egyházba és 312-ben áldozópappá szentelte. Alexandriában 313-ban a Baukalisnak nevezett egyház önálló vezetését bízták rá; és kevésen múlt, hogy a nemsokára elhalt Achilles utódjává nem választották. Azonban az új egyházi vezető nem Arius, hanem Sándor lett. Mire Arius 317 körül bosszúból vagy sértett hiúságból élére állt azon mozgalomnak, mely az egyházat Keleten és Nyugaton hosszú ideig tartó válságos helyzetbe hozta. – Adódott, hogy Sándor püspök (Szókratész szerint – Hist. eccl. I. 5.) papjai jelenlétében nem eléggé határozott kifejezésekkel szólott a Szentháromság tanáról. Arius ekkor Sándort szabelliánizmussal vádolta. Saját tanítását pedig hirdetni kezdte, amelynek fő pontjai a következők:
„Az Isten sokkal fönségesebb, semhogy a világot közvetlenül alkotta volna, és vele közvetlen érintkezésben állhatna;
másrészt meg az Isten közvetlen működését (színelátását) maga a teremtés sem viselheti el.
Ha tehát az Isten e világot alkotta, szüksége volt egy közvetítő lényre, mintegy eszközre vagy segítőre a »teremtésnél«, és ez a közvetítő lény az ige vagyis a Fiú (Jézus), kinek lényege ennélfogva nem egyenlő az Atyával, hanem attól egészen különböző, mert máskülönben Ő sem hozhatta volna létre a világot.”
E mondatokban mint egy dióhéjban Arius egész tana benne van. Tehát Arius szerint 
az Isten fia (az Ige) nincsen öröktől fogva, nem ugyanazon lényegű az Atyával, hanem az Isten elsőszülöttje, az Atya mindenható akarata által a semmiből jött létre; az első és legnemesebb valóság, mely által aztán a világ teremtetett;
ezen, Isten és a világ között létező középvaló (közvetítő személy), idővel az ember Jézussal eggyé vált, illetve Ő maga lett Jézus Krisztus.
„…az Atya nagyobb nálamnál” (Jn 14,28); Jézus tehát nem önmagától Isten (Jn 5,26), hanem az Istenre nézvést az (és az Isten, az Atya tette lehetővé, hogy élete legyen akár önmagában is), így a szabad akaratának helyes használata által (és engedelmessége által) oly tökéletességre emelkedett, hogy az Isten őt Fiául fogadta, Istenné lett, és most joggal Istenként imádtatik (apoteozis). – Ez Arius tanítása (pontosabban úgy látszik, hogy ez lehetett Arius tanítása). Feltételezhető, hogy a kereszténység, ha másban nem is, de a maga történeti útján ebben a vonatkozásban végül inkább a János evangéliuma 10,30 sokkal metafizikusabb tartalmára tette a hangsúlyt, mintsem Jézus és az Atyaisten szétválasztására: „Én és az Atya egy vagyunk.” (Jn 10,30)

### A hitvallási viták kibontakozásának korszaka
Arius e tanának vallási és teológiai hatása igen nagy lett a kereszténységben, s tulajdonképpen a korábbi századok előzményeivel együtt a hitvallások, illetve „A Hitvallás” kialakulásához vezetett. Arius tana Krisztus istenségét nem tagadta, és a keresztény vallás Isteni mivoltát sem.
Sándor püspök hiába szólította fel 320-ban leveleiben Ariust tanának elhagyására. Mert Ő nemcsak nem engedelmeskedett, hanem ellenkezőleg, a püspök-társakhoz és a kereszténységhez, írásba foglalt hitvallást küldött és nyíltan felkérte őket, hogy helyeslésük esetén pártolják ügyét Sándor püspöknél. És valóban, rövid idő alatt számtalan pártolóra és barátra talált, akik között legbefolyásosabb volt a nikomédiai püspök, a nagynevű Euszebiusz, aki mint az akkori fővárosnak a püspöke Nagy Konstantin császárra és annak nővérére Konstanciára is befolyást gyakorolt, és több püspök előtt is tekintéllyel bírt. Arius oldalán állt még a caesareai Eusebius, a híres egyháztörténet-író, Paulin tirusi, Athanáz anazarbei, Patrophilos szkítapolisi püspökök stb.
Miután Sándor törekvései Arius következetességén hajótörést szenvedtek, Sándor 321-ben Alexandriában egy kis helyi zsinatot szervezett, amelyre Egyiptomból és Líbiából érkeztek küldöttek, s a zsinat résztvevőinek száma még a száz főt sem érte el. Ariust és hívet nem hívták meg(!). Sándor nyomására Ariust követőivel együtt az egyházból kiközösítették, tanait pedig mint eretnekséget „egyhangúlag” elítélték. De Arius az általa el nem ismert zsinat határozatát semmibe véve, mindent elkövetett, hogy tanai terjedjenek. A püspök által Alexandriából kiűzetve, Arius Palesztinába ment és onnan hatalmas pártfogójához, nikomédiai Euszebioszhoz levelet intézett, melyben az alexandriaiak ellen élesen kikelve, tanát védelmezte. Valószínűleg ezen levél miatt Euszebiosz által meghívatván, Nikomédiába ment, ahol a Sándorhoz intézett levelében tanait bővebben is kifejtette, és megkísérelte megszerettetni vele azt. Itt írta meg főművét is Thalia vagyis vendégség címen, melyből csak töredékek maradtak fenn Athanáznál (Orat. I. contra Arianos c. 5., 6., 10.). 

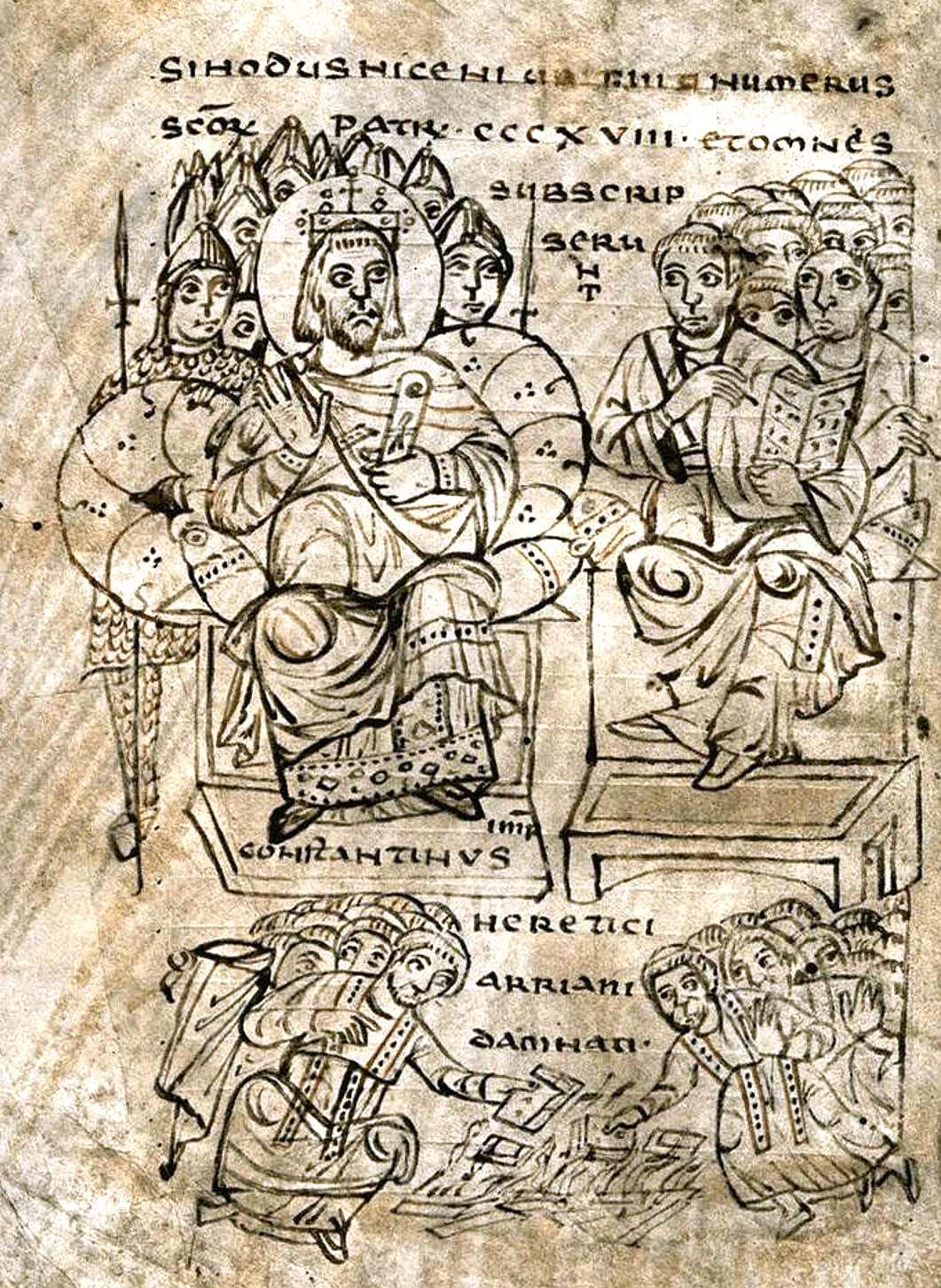
Nagy Konstantin császár 325-ben az első nikaiai zsinaton elégeti az ariánus iratokat

Nagy Konstantin császár az ügyet eleinte csak jelentéktelen teológiai vitatkozásnak tekintette, és mindkét felet megdorgálván, hallgatást parancsolt nekik. De mivel ez mit sem használt, sőt ellenkezőleg, a zavar hónapról hónapra nagyobb lett, Konstantin, hogy a vallási viszálykodást megszüntesse, egyetértve I. Szt. Szilveszter pápával, akinek a tekintélye és a hatalma ekkoriban – mint a pápáknak általában – még sokáig elenyésző volt, 325-ben Nikaiába az első egyetemes zsinatot összehívta, hogy az apostolok által hagyományozott tan világosan és határozottan kimondassék.
A püspökök (küldöttek, közel háromszázan) egyhangúlag tanúságot tettek az apostoli, községeikben állandóan megőrzött tanról, hogy:
„Krisztus Jézus valóságos Isten, és egylényegű (homousis consubstantialis) az Atyaistennel.”
és ezen tant az új „tévhit” ellenében hitvallásban mondák ki, amely azóta nikaia–konstantinápolyi hitvallásként ismert. Ariust, aki száműzetéséből Alexandriába már előbb visszatért és a nikaiai zsinaton is részt vett, a császár a hasonló gondolkozású Theonas marmarikai és Secundus ptolemaisi püspökökkel együtt Illíriába száműzette. Ugyanez a sors érte három hónap múlva a zsinat határozatainak ellenszegülő Euszebiusz nikomédiai, Theognis nikaiai és egyéb püspököket. – Mindenesetre elgondolkoztató, hogy úgy alakult, hogy a nikaiai zsinati határozat miatt még magát a házigazda nikaiai püspököt (vallási vezetőt) is száműzni kellett (!), mert ő is ariánus volt.
Az apostoli hitvallás ekkor alakult ki, mely aztán még több apró változtatáson és módosuláson ment keresztül, míg kiforrott formáját elérte:
„Hiszek egy Istenben, mindenható Atyában, mennynek és földnek teremtőjében.
Hiszek Jézus Krisztusban, az Ő egyszülött Fiában, a mi Urunkban, aki fogantatott Szentlélektől, született Szűz Máriától, szenvedett Poncius Pilátus alatt; megfeszítették, meghalt és eltemették. Alászállt a poklokra, harmadnapon feltámadt a halottak közül, fölment a mennybe, ott ül a mindenható Atya Isten jobbján; onnan jön el ítélni élőket és holtakat.
Hiszek Szentlélekben. Hiszem az egyetemes anyaszentegyházat, a szentek közösségét, a bűnök bocsánatát, a test feltámadását és az örök életet. Ámen.” (ökumenikus szöveg)

### APéldabeszédektől azApostoli hitvallásig

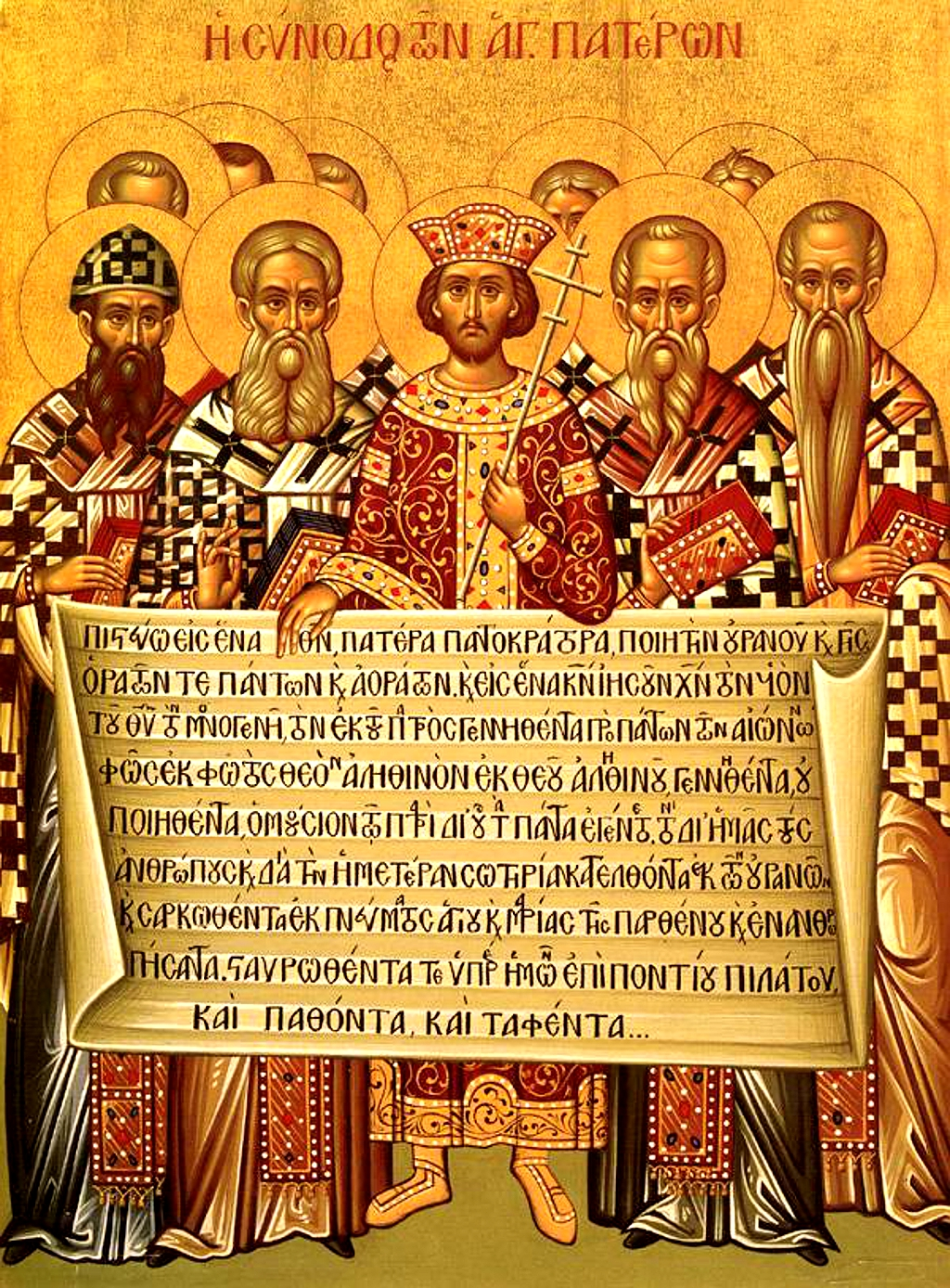
Ókeresztény ikon.
Középen Nagy Konstantin császár. aki a „Symbolum Nicaeno-Constantinopolitanum”, az első nikaiai zsinaton elfogadott keresztény hitvallás közösen elfogadott szövegének részletét tartja a kezében együtt az egyházatyákkal

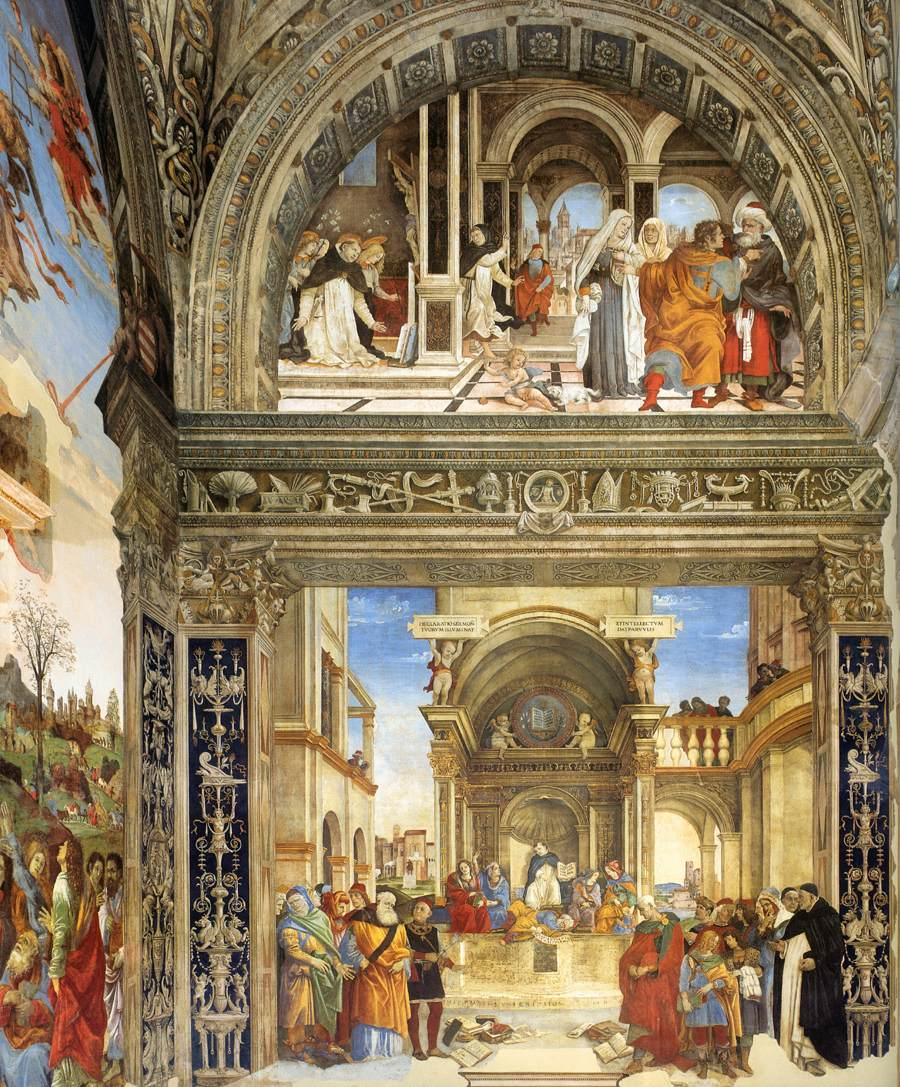
Filippino Lippi: Aquinói Szent Tamás diadala. Szent Tamás lábánál Arius, Sabellius és Averroës, a legyőzött eretnekségek képviselői. A római Santa Maria Sopra Minerva templom Carafa kápolnáját Fra Filippo Lippi fia Filippino Lippi festette ki

Ettől kezdve a nagy teológiai viták, amelyek majdnem alapjaiban rengették meg a kereszténységet, elintéződtek azzal, hogy az apostolinak nevezett hitvallás szövegébe itt-ott, egy-egy szó betoldatott. A hitvallás hármas beosztása, az istenség három formában történő megnyilatkozásának vallása azzal a veszedelemmel járt, hogy a kereszténység is többistenhitté válik. A dolog még azzal kezdődött, hogy a zsidóság Jézus Krisztust megtagadta (az 1. században), mellyel a Messiás (a Krisztus) és a kiválasztottság örökéből kizárta magát. S saját Istenével folytatta útját. Aztán olyanok következtek, mint Markión, aki (a 2. században) két istent vallott, az Ószövetség és az Újszövetség Istenét, külön. Megkülönböztetve a rossz és a jó Istent. Majd többek után, akik (a 3. században) zavart okoztak, elérkezett Árius (a 4. században), aki valami módon úgy látszott, hogy megint elkülönítette az Isteneket. – Hogy az ilyen megkülönböztetések lehetetlenné váljanak azért kerültek bele a hitvallás szövegébe a „mennynek és földnek teremtőjében” szavak. Hogy nehogy bármikor is többistenhitről legyen szó, ezért kellett már az elején a hitvallást megtoldani az „egy” szócskával („Hiszek egy Istenben…”). Mivel némelyek azt is vitatták, hogy Jézus meghalt, s néha a mai napig vitatni próbálják, ki kellett emelni, hogy Jézus meghalt, ezért betoldották azt, hogy lent járt az Alvilágban. Mivel máskülönben azt is vitatni próbálták, hogy Jézus egyáltalán történeti alak volt-e, beillesztették a római birodalmi adminisztráció tényét, s így került „Pilátus a Krédóba” azaz a Hitvallásba. A Szentlélektől és Szűz Máriától való születés tényét a zsidókkal és a júdeo-kereszténységgel szemben hangsúlyozza a szöveg, akik Jézust csupán „embernek” tartották. A megfeszítés és eltemettetés hangsúlyozása a doketizmus ellen irányul (amely azzal foglalkozott, hogy Jézus élete csak illúzió volt); a test feltámadásának leszögezése a spiritualizmus felfogásaival szemben született (értsd: Jézus nem csupán szellem volt, hanem test is). Az apró betoldások így alakultak fokról fokra. Minden mondatán illetve állításán hangsúly van, mellyel nem csak állít, hanem ki is rekeszt (Szimonidesz). És ennek a „kirekesztő vallásnak” a „kirekesztő jellege” történelmi síkon rendkívül izgalmassá teszi az uralkodó kortárs felfogások némelyikét.
A teológiai fejlődés nem állt meg az „Apostoli Hitvallásnál”. Jézus Krisztus Istennel való egységének és Tőle való különbözőségének a kérdésében nyíló számos lehetőség, melyeknek a Krisztusról szóló tan alakulásában mind megvolt a szerepük, szükségessé tette, hogy a hitvallás gyökeresen átdolgoztassék. Jézus Istenségének vannak mélyebben fekvő kérdései is. Ha Jézus a Logosz, Isten lényének a megnyilatkozási formája, akkor kérdés az, hogy öröktől való-e vagy csak időben keletkezett; teremtett-e vagy nem teremtett; nemzett-e vagy nem nemzett; volt-e idő, amikor Krisztus nem létezett; teljesen egyenlő-e az Atyával vagy kisebb nála; volt-e kisebb nála; egy-e vele vagy különbözik Tőle stb. (Jn 10,30) A helyzet számos krisztológiai vita után Arius és Athanáz összecsapásában hegyeződött ki teljesen, és a politikai és hatalomirányítási viszonyok alakulása segítségével jutott dűlőre. Úgy alakult, hogy Nagy Konstantin császár politikailag a kereszténységre, mint vallásra akart támaszkodni (mely a birodalomban, mely hanyatlásnak indult, a korábban volt számtalan istenségek és vallások államirányításban is hangsúlyos volta miatt logikus és érthető taktika volt) s mivel e célra a kereszténység egységére volt szüksége, azt a tan terén is kikényszerítette. (Szimonidesz)
„Az Úristen az ő útjának kezdetéül szerzett engem; az Ő munkái előtt régen.
Örök időktől fogva felkenettem, kezdettől, a föld kezdetétől fogva.
Még mikor semmi mélységek nem voltak, születtem; még mikor semmi források nem voltak és maga a víz sem létezett.
Minekelőtte a hegyek leülepedtek volna, az őstengerek előtt születtem.
Mikor még nem csinálta a Földet és a kontinenseket, és a világ porának kezdetét.
Mikor készítette az egeket, ott voltam; mikor megalapozta a mélységek színén a gömbölydedséget;
Mikor megtartotta a felhőket ott fenn, mikor erősekké lőnek a mélységeknek kútjai;
Mikor felvetette a tengerek határait, hogy a vizek át ne hágják az ő parancsolatját, mikor megállapította a Földnek fundamentumait:
Mellette voltam mint kézműves, és gyönyörűségére voltam mindennap, játszva Ő előtte minden időben.
Játszva az ő Földének kerekségén, és gyönyörűségemet lelve az emberek fiaiban.” (Péld 8,22-31)
A Példabeszédek könyvében a 8,14-től a 8,36-ig található részben az eredeti keresztény értelmezések szerint és a teológiai értelmezések szerint is, a költői szövegben, amely formálisan ugyan a Bölcsességről szól, de valójában Jézusról, a Fiúról szól, a „felkenettem Örök időktől fogva” sor a Felkentre, a Krisztusra, a Messiásra való konkrét utalás. Tehát már itt – az Isten Igéjében, a Szentírásban – elkezdődik az a komplex problémakör, mely a Messiás, a Felkent, azaz Jézus Krisztus időbeliségét, mindenekelőtt való voltát, mint Fiúnak az Atyaistenhez való vonzódását, és a többit próbálja taglalni. Már az idő és a tér keletkezése előtt, már a világmindenség előtt létezett Jézus, aki „Örök időktől fogva van”, vagyis az örökkévalósággal egyenlő. S ott volt az univerzum és az emberiség hajnalánál is, mint ifjú gyermek és mint Fiú. Az ilyen felfogás pedig a legtöbb problémát feloldja. – Ezt az ókorban, az arianizmus korában még nem egészen tudták értelmezni, felfogni, a filozófiába csomagolt földtörténeti és csillagászati részletekkel. Persze ma sem sokkal könnyebb a helyzet. – A teológia megállapításai szerint a Példabeszédek könyvének ezen profetikus költői részei kb. 2500 évesek, esetleg annál is régebbiek; tehát már Arius korában is legalább 800 évesek voltak (Rózsa Huba).

### Arius és Athanasius

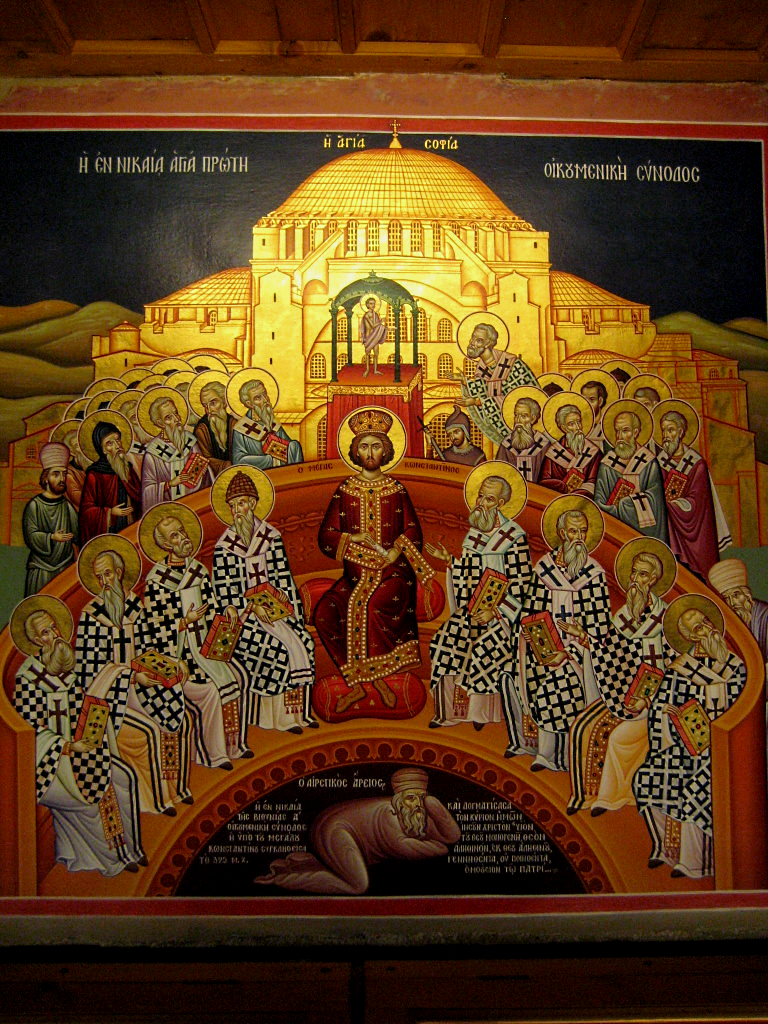
Arius ábrázolása az első nikaiai zsinaton (fekvő helyzetben), fölötte Nagy Konstantin császár és a püspökök

Az athanasiusi hitvallás vált végeredményben a kereszténységen belül felmerült istenkérdés és végső soron az ebből fakadó szentháromságtan problematikájának elfogadott álláspontjává. Ezentúl a főszerepet Athanasius vitte, aki még mint szerpap (diakónus) a nikaiai zsinaton magát különösen kitüntette, és aki Sándor püspök halála után 326-ban alexandriai érsekké választatván, a hivatalos tanok legismertebbé vált védője volt. Arius hívei ez idő szerint arról igyekeztek a császárt meggyőzni, hogy ők a nikaiai határozatot elfogadják és csupán a „dmoousiz” szót vetik el, mivel az a Szentírásban nem fordul elő. S valóban sikerült is nekik a császárt annyira meggyőzni, hogy Ariusnak és a számkivetett püspököknek a visszatérést megengedte. Sőt az udvar által kegyelt ariánusok, akik a főszereplő nikomédiai Eusebiustól eusebiusiaknak is neveztettek, most már azon voltak, hogy az őellenük fordult püspököket székeikből elmozdítván, helyükbe Arius-pártiakat tegyenek.
Így történt, hogy 330-ban Eustathiust, Antiochia főpapját püspöki székétől megfosztották, és rövid idő alatt több püspököt letettek, és helyükbe Arius-pártiakat léptettek. Emiatt néhány községben elégedetlenség támadt. Most Athanasiustól szerettek volna megszabadulni, és a meletiusiakkal szövetkezve, különféle gyanúsításokkal léptek fel ellene a császár előtt; míg végül 335-ben a tiruszi zsinaton (egy újabb helyi zsinaton) püspöki székétől megfosztották. Az ariánus érzelmű császár Trierbe (Galliába) száműzte; s hasonló sors érte az ancyrai Marcellust is.
336-ban Konstantin császár Ariusnak visszavételét az egyházba Konstantinápolyban is keresztül akarta vinni, de Arius az ünnepélyes körmenet alatt hirtelen meghalt. A rá következő évben elhunyt Konstantin is, halála előtt elrendelve Athanasius trieri száműzetésből való visszahívását. A „pápa” Sardikkában 343-ban ugyancsak zsinatot tartott, melyen a dolgok szorgos megvizsgálása után a száműzött püspököket, közöttük Athanasiust és Marcellust, bűnteleneknek nyilvánította.

### Hatalmi harc Arius halála után
Ezt látván az ariánusok, a zsinattól külön váltak és a közeli Philippopolisban más zsinatot tartottak, hol Athanázt és követőit, még magát I. Gyula pápát is kiközösítették. Míg az ariánusok ügye a katolikusokéval szemben diadalmaskodni látszott, azalatt ők maguk pártokra szakadva, szigorú és mérsékelt ariánusokra oszlottak. A szigorú ariánusok, akik fővezéreiktől, mint Aëtius antiochiai szerpaptól aëtáusiaknak, Eunomius cyzikusi püspöktől Mysiában, Kisázsia egyik tartományában eunnomiusiaknak is neveztettek, azt tanították, hogy
amint a Teremtő és a teremtmények között végtelen távolság van, úgy a Fiú is (Krisztus) ámbár a teremtmények fölé van emelve, lényegre nézve az Atyához nem fogható (anomoioz kat ousian kai kata panta).
Ugyanezért anomoeusoknak is hívták őket. Mások nem akartak ennyire menni, és azt a hitvallást fogadták el, hogy
a Fiú az Atyával nem egylényegű, ugyan nem dmoousiz, hanem mégis hasonló lényegű,
és ez alapján csak félariánusoknak, eusebiusiaknak vagy homoiuzistáknak is neveztettek.
A két és több pártra szakadt félariánusok és eunomiusiak egyesítése végett több zsinatot tartottak. Az első 351-ben Szerémben, amely zsinat Photinus tanait kárhoztatta, és 27 anatémát (kiátkozást) bocsátott ki leginkább Sabellius állításai ellen. A második 357-ben szintén Szerém-ben, melyen egy, az arianizmusnak hódoló hitvallás-formula szerkesztetett. Nyugaton a gall püspököket sehogy sem bírhatták rá e hitformula aláírására; keleten is sokan voltak ellene, akik ancyrai Vazul elnöklete alatt 358-ban Ancyrába zsinatot hívtak össze, amelyen egy, a szigorú arianizmussal ellenkező és Konstantius, Valens és Ursacius által elfogadott hitvallomást szerkesztettek. 319-ben Szerémben még egy harmadik zsinat is tartatott. melyen az anomoeusok és félariánusok egyesítése céljából hitvallomást adtak ki. Ezen unió létrejötte körül még több igyekezetet fejtettek ki az Isauriának Seleucia és Aemiliának Rimini nevü városaiban 359-ben tartott zsinatokon. Riminiben mintegy négyszáz püspök gyűlt össze, legalább egynegyedük ariánus, élükön Valensszel és Auxentiusszal (l. Ursacius).
A többi főpapok szorosan a nikaiai hitvalláshoz ragaszkodtak, az ariánus püspököket pedig kiközösítették; de Konstantius (az új uralkodó) nem fogadá kegyesen e zsinat követeit, és őket mindaddig magánál tartotta, míg a hosszú várakozásban kifáradva a Riminiben határozottakat visszavonták és egy hitformulát írtak alá, amelyben
a Fiú az Atyával csak hasonló lényegű
-nek mondatik ki. A Riminiben levő püspökök is hajlottak arra, hogy Riminit addig elhagyniok nem szabad, míg az „egylényegű” kifejezést mellőző mintát alá nem írják. Seleuciában a szigorú ariánusok egy ariánus hitvallás keresztülvitelével szintén győzedelmeskedtek a nagyobb számú félariánusok ellenében, és ezeknek püspökeit, székeiktől megfosztani iparkodtak. De ez a látszólagos egyesülés, mivel csak erőszakolt volt, nem tartott soká. Konstantius, az ariánusok hatalmas védője, 361-ben meghalt, s utódja, a fiatalkorában még ariánus, de uralkodása alatt a pogány vallásokat támogató Iulianus császár az egyház életében a zavarokat még inkább növelte. A Iulianus által meghirdetett vallásszabadság ugyanis lehetővé tette a hitvitájukba süllyedt küzdő feleknek az ideológiai harc továbbfolytatását. Iulianus a Konstantinus császár által száműzött püspököket visszahívatta. Még Atanáz is visszakapta püspöki székét Alexandriában, s az általa ugyanitt 362-ben tartott zsinatot a félariánusok is kedvezően fogadták. Sok püspök nyájaival együtt, kivált kik erőszakból vagy tévedésből a riminii hitvallást elfogadták, most az egyház kebelébe visszatért. Valamint ahogyan Athanáz (Athanasius) keleten, szint oly hatalmasan működött poitiersi Hilarius nyugaton, úgyhogy az egész frank birodalom új lelkesedéssel karolta fel ismét a hitet. Csak cagliarii Lucifer tartotta a félariánusok visszavételénél Hilarius és Athanáz alapelveit lazáknak, és ezért megalapította a teljesen új luciferiek felekezetét.

### Vallásüldözések és a minden vallások törvényes szabadságának múló ötlete
Ezenközben a kereszténység államvallási jellege veszélyben forgott, amikor Iulianus császár Alexandriai Szent Atanázt száműzte, és a klasszikus görög–római mitológiával akarta helyettesíteni a kereszténységet. A Római Birodalomban általánosan ismert ősi mítoszok felélesztésével és előnyben részesítésével akart egy újplatonikus filozófián alapuló államvallást teremteni, egyfajta „vallásegyenlőség” és vallásszabadság keretében. 363-ban Iulianus elhalálozott, s műve befejezetlenül maradt. Utódja, Iovianus megint a „hivatalos” kereszténység pártfogója lett; ám ő csak 364-ig élt és utódja I. Valentinianus, öccsére, Valensre (365–379) ruházta át az uralkodást keleten, hol főleg Antiochiában és Konstantinápolyban a félariánusoknak és az arianizmust elutasítóknak sokat kellett szenvedniük a Valens által pártfogolt szigorú ariánusoktól. A nem ariánus püspökök gyakran székeiktől fosztattak meg; a hatalmi gépezetbe állt püspököket (egyházi vezetőket), papokat és szerzeteseket kővágó és bányamunkákra stb. ítélték; az Istentiszteletet csak titokban végezhették. Athanázt, Arius valamikori nagy ellenfelét, akivel oly sok vitát folytattak, ötödízben száműzték, de ez alkalommal csak 4 hónapra, mert Valens néplázadástól tartván, visszahívta őt Alexandriába hol élte fogytáig 373-ig mint püspök működött.
Athanáz halála után az alexandriai püspöki széket az ariánus Lucius foglalta el, aki a katolikusokat és félariánusokat üldözte; de ennek üldözésnek az lett a következménye, hogy nyugaton a félariánusok a római katolikus egyház közösségébe szorultak, elfogadták a nikaiai hitvallást és Liberius pápával 366-ban egyfajta megegyezésre jutottak. A szigorú ariánusok egy Tarzusban tartandó zsinaton a tökéletes egyesülés létrehozását tervezték a többi párttal, de Valens császár betiltotta annak megtartását. Ettől kezdve az arianizmus a Római Birodalomban lassú hanyatlásnak indult, miképpen a Római Birodalom is a hanyatlását élte és a bomlás felé tartott. 373-ban az arianizmus akkori főnöke Euzojus, Antiochiában meghalt, s két évre rá Valens is a gótok ellen háborút vesztett és a csatában meghalt. Nyugaton a békeszerető Valentinianus császár alatt is csupán Milánóban volt az arianizmusnak hatalmas védője Auxentius püspök személyében, aki 374-ben halt meg és utódja Ambrus lett, aki megtagadta elődje munkáját. Valentinianus halála után, fia Gratianus, mint egyeduralkodó 378-ban az eunomiusiak, manicheusok és photinusiak kivételével, minden keresztény felekezetnek szabad vallásgyakorlatot engedett és a száműzött püspököket visszahívatta. Jelentősebbé azonban még az tette, hogy 379-ben Theodosiust választá uralkodó társul és a keleti birodalom kormányzását rá ruházta. A legnagyobb csapást az arianizmusra Nagy Theodosius császár mérte.

Ariánus területek 495-ben

Theodosius már 380-ban kiadta a rendeletet, mely szerint mindenkinek azt a hitet kellett elfogadni, amelyet Dammus pápa és Péter alexandriai püspök vallottak; az ortodox (más szóval igaz) hitet. Viszont kimondatott, hogy a konstantinápolyi pátriárka Róma püspökével egyenlő rangú (az ún. római pápák voltaképpen ekkor is még csak egyek voltak a többi városok püspökei közül), és az addig oly meghatározó Alexandria, Jeruzsálem és Antiochia, valamint Caesarea, Kappadókia, Effézus, Heraklea és számos más, korábban nagy tekintélyű és függetlennek számító keresztény központ Rómának és Konstantinápolynak alárendeltetik. Ez komoly fordulat volt (Szimonidesz). A Konstantinápoly vezetése alatt álló részeken egyetlenegy templom sem maradhatott az ariánusok birtokában, és miután a 381-ben tartott második konstantinápolyi egyetemes zsinaton a nikaia–konstantinápolyi hitvallás megerősíttetett, és az ariánusokra az egyházi átok kimondatott, még ez évben eltiltattak minden összejöveteltől és keleten valamennyi templomaikat elvesztették. S így már csak nyugaton látszott még egyszer uralomra jutni az arianizmus. Gratianus császárt ugyanis 383-ban meggyilkolták és utódja, öccse, II. Valentinianus csak 13 éves volt, a gyámkormányzást anyja, Justina vette át, aki az arianizmust minden erővel iparkodott feléleszteni. De útjában állott Szent Ambrus, milánói püspök, aki erélyesen fellépett ellene, és habár II. Valentinianust anyja az ariánusok részére meg is hódította, Theodosiusnak mégis sikerült őt nemsokára az egyházzal kibékítenie, úgyhogy Justina halálával az ariánusok utolsó reménycsillaga is letűnt. Keleten Theodosius általában az eretnekmozgalmak, de különösen az eunomiusiak ellen irányozta minden törekvését. Példáját követték fiai, Arcadius és Honorius, valamint ezek utódjai is.
Mindezek ellenében az arianizmus tovább nem tarthatta meg magát régi dicsőségében a Római Birodalomban. Fennmaradt viszont az olyan feltörekvő népeknél, mint a gótok, svédek, burgundok, vandálok és longobárdok, ahol még hosszú évszázadokig megbecsült maradt. De nagyon csalódik az, aki az arianizmusnak a Római Birodalomban való bukását csupán csak Theodosius szigorú fellépésének és a kormányzási átalakításoknak tulajdonítaná. Az egyenetlenség, az alulról szerveződésnek e közös átka, régóta ónsúllyal nehezedett már az arianizmus pártosaira is. Az alsóbb néposztályok szívében pedig az ariánus tanok nem vertek mélyebb gyökereket, mint ahogyan a többi tanok sem, mert ott még az ősi hitek „babonái” néha a mai napig tartják magukat. És habár a keresztény vezetők (püspökök) száműzetésük által is elszakíttattak községeiktől, de azért nyájaikkal mégis összeköttetésben voltak, őket erősítették és bátorították. Végül az egyház meggyőző ereje mindenütt keresztülhatolt, a tudós püspökök és áldozópapok fényes nagy sorozata biztosította a kereszténység hivatalos útja számára a győzelmet.
(A Pallas nagy lexikona és Szimonidesz nyomán)